# Apristurus pinguis
Apristurus pinguis és un peix de la família dels esciliorrínids i de l'ordre dels carcariniformes.

## Morfologia
Els mascles poden arribar als 55,8 cm de longitud total.

## Reproducció
És ovípar.

## Distribució geogràfica
Es troba a les costes del nord-oest del Pacífic: Mar de la Xina Oriental.